# 陳伯平
陳伯平（1885年—1907年7月6日），原名师礼，改名渊，字墨峰，号白萍生、光复子。籍貫浙江紹興。清末光復會會員，安慶起義參與者。

## 生平
少時生活在福建福州，1898年進入福建武備學堂。1901年進入福州蒙學新舍，未肄業。尋改入石門縣學堂。後回紹興，1905年進紹興大通學堂學習。次年初赴日本，學習巡警。5月回國，7月任中國公學教習。11月協助秋瑾辦《中國女報》並任主編。後在上海研試炸藥時受傷，再赴日本學習藥物化學。
再次回國後，陳伯平密謀藥殺清臣鐵良，為徐錫麟所阻。1907年7月6日徐錫麟率陳伯平、馬宗漢發動安慶起義，陳伯平守安慶軍械所前門，在同清軍戰鬥中身亡。後遺體与徐锡麟、马宗汉一同葬于杭州西湖边孤山南麓，为“三烈士墓”。
關於陳的戰死，亦有傳言是徐錫麟親手所殺。而安慶事後50年，曾參與起義的徐錫麟學生凌孔彰亦有類似回憶 ，後來在辛亥革命五十周年時修改放棄了陳伯平系徐錫麟所殺的說法。

## 文藝創作
- 1953年香港電影《秋瑾》（一名碧血花）馬力飾陳伯平
- 1983年年中國大陸電影《秋瑾》中，張潮飾陳伯平

另有黃梅戲《徐錫麟》，安排了陳伯平的角色。